# Deco*27
Косуке Тераяма — японський музикант, Vocaloid продюсер та автор пісень. Вважається одним з найважливіших першопрохідців індустрії вокалоїдів, а також одним з найвпливовіших вокалоїд-продюсерів початку 2010-х років, разом з wowaka та Kenshi Yonezu.

## Раннє життя
Deco*27 виріс у місті Фукуока, Японія. У 13 років він навчився грати на гітарі, на що його надихнув батько, який у дитинстві співав і грав на гітарі для Косуке. У старшій школі він приєднався до гурту. Коли Косуке був студентом коледжу, він відкрив для себе платформу для обміну відео Nico Nico Douga і був вражений музикою Vocaloid, побачивши відеокліп на пісню Livetune . Після цього він почав вивчати DTM, щоб створювати пісні за допомогою Vocaloid .

## Творчість
На початку кар'єри Deco*27 описував свою музику як рок, що гнучко вбирає в себе національну та електронну музику . На його рок-стиль вплинули Blink-182, Sum 41, Green Day та інші . Пізніше його музика стала поєднанням року та гіперпопу через вплив його співавтора, японського автора пісень Rockwell .
Більшість пісень Deco*27 містять теми любові до батьків, друзів та кохання . Він також відомий своїм частим використанням сексуально відвертих текстів. Це особливо помітно в пісні «Animal», яка розповідає про дівчину з ненажерливим сексуальним апетитом . Коли у 2024 році вийшла пісня «Sad Girl Sex», її текст та назва викликали певні суперечки . На його стиль написання текстів пісень вплинули Чіхару Мацуяма, 19, Yuzu та Bump of Chicken .

## Підприємницька діяльність

### Otoiro
Deco*27 заснував свою творчу студію Otoiro під керівництвом NBCUniversal Entertainment Japan. Це було зумовлено розірванням його контракту з U/M/A/A . Akka став першим артистом, який підписав контракт з новою студією . Через чотири місяці після заснування до неї приєдналося більше десяти творців . Назва «Otoiro» походить від японських слів «ото» (音) - мелодії та «іро» (色) - кольори .

### Holo*27
Holo*27 - музичний проєкт Deco*27 та віртуального YouTube-агентства Hololive . Косуке надає музику для Hololive приблизно з 2021 року і Holo*27 був створений як продовження його роботи . Holo*27 Originals Vol.1 вийшов 15 березня 2023 року. В альбомі взяли участь Usada Pekora, Hoshimachi Suisei, Gawr Gura та інші . Альбом дебютував на четвертому місці в Billboard Japan Hot Albums, а Holo*27 Covers Vol.1, випущений того ж дня, також дебютував на шостому місці в цьому чарті . Концерт проекту «holo*27 stage» відбувся 19 березня 2023 року в рамках щорічної виставки та серії концертів Hololive з повним складом учасників .

## Дискографія

### Студійні альбоми
| Назва                                 | Деталі | Пікові позиції у чартах | Пікові позиції у чартах |
| Назва                                 | Деталі | JPN Hot                 | JPN                     |
| ------------------------------------- | --- | ----------------------- | ----------------------- |
| Sou Ai Sei Ri Ron                     | - Дата релізу: 21 квітня 2010 року - Лейбл: U/M/A/A - Формат: CD, цифрове завантаження, стримінг                             | —                       | 42                      |
| Aimai Elegy                           | - Дата релізу: 15 грудня 2010 року - Лейбл: U/M/A/A - Формат: CD, цифрове завантаження, стримінг                             | —                       | 11                      |
| Love Calender                         | - Дата релізу: 15 липня 2012 року - Лейбл: U/M/A/A - Формат: CD, цифрове завантаження, стримінг                              | —                       | 27                      |
| Conti New                             | - Дата релізу: 26 березня 2014 року - Лейбл: U/M/A/A - Формат: CD, цифрове завантаження, стримінг                            | —                       | 44                      |
| Ghost                                 | - Дата релізу: 28 вересня 2016 року - Лейбл: U/M/A/A - Формат: CD, цифрове завантаження, стримінг                            | 21                      | 22                      |
| Android Girl                          | - Дата релізу: 22 вересня 2019 року - Лейбл: NBCUniversal Entertainment Japan - Формат: CD, цифрове завантаження, стримінг   | 8                       | 8                       |
| Undead Alice                          | - Дата релізу: 16 грудня 2020 року - Лейбл: NBCUniversal Entertainment Japan - Формат: CD, цифрове завантаження, стримінг    | 22                      | 22                      |
| Mannequin                             | - Дата релізу: 9 березня 2022 року - Лейбл: NBCUniversal Entertainment Japan - Формат: CD, цифрове завантаження, стримінг    | 10                      | 9                       |
| Transform                             | - Дата релізу: 27 листопада 2024 року - Лейбл: NBCUniversal Entertainment Japan - Формат: CD, цифрове завантаження, стримінг | В очікуванні            | В очікуванні            |
| «—» - релізи, що не потрапили у чарти | |                         |                         |

### Мікстейпи
| Назва          | Деталі                                                                     |
| -------------- | -------------------------------------------------------------------------- |
| So I           | - Дата релізу: 17 травня 2009 року - Лейбл: Самостійний реліз - Формат: CD |
| No You, No Me  | - Дата релізу: 6 вересня 2009 року - Лейбл: Самостійний реліз - Формат: CD |
| Lovegazer      | - Дата релізу: 30 грудня 2009 року - Лейбл: Самостійний реліз - Формат: CD |
| Palovrel World | - Дата релізу: 19 липня 2010 року - Лейбл: Самостійний реліз - Формат: CD  |

### Збірки
| Назва                                 | Деталі                                                                                           | Пікові позиції у чартах |
| Назва                                 | Деталі                                                                                           | JPN                     |
| ------------------------------------- | ------------------------------------------------------------------------------------------------ | ----------------------- |
| Deco*27 Vocaloid Collection 2008~2012 | - Дата релізу: 18 грудня 2013 року - Лейбл: U/M/A/A - Формат: CD, цифрове завантаження, стримінг | 28                      |

### Сингли
| Назва                               | Рік  | Альбом                                |
| ----------------------------------- | ---- | ------------------------------------- |
| "Light Lag"                         | 2011 | Love Calender                         |
| "Egomama/Love Distance Long Affair" | 2011 | Love Calender                         |
| "Yumeyume"                          | 2012 | Deco*27 Vocaloid Collection 2008~2012 |
| "Choberi Good Time"                 | 2015 | Mugen Blanc/Noir                      |
| "39"                                | 2018 | Сингл без альбому                     |
| "Theory of Negativity"              | 2020 | Undead Alice                          |
| "Positive Parade"                   | 2020 | Undead Alice                          |
| "Undead Alice"                      | 2020 | Undead Alice                          |
| "Neo-Neon"                          | 2020 | Undead Alice                          |
| "Heart Impulse"                     | 2020 | Сингл без альбому                     |
| "The Vampire"                       | 2021 | Mannequin                             |
| "Needle"                            | 2021 | Сингл без альбому                     |
| "Sekai"                             | 2021 | Сингл без альбому                     |
| "Undercover"                        | 2021 | Сингл без альбому                     |
| "Stickybug II"                      | 2021 | Mannequin                             |
| "Cinderella"                        | 2021 | Mannequin                             |
| "Mozaik Role (Reloaded)"            | 2021 | Mannequin                             |
| "Rhythm"                            | 2021 | Сингл без альбому                     |
| "Animal"                            | 2021 | Mannequin                             |
| "Salamander"                        | 2022 | Transform                             |
| "Parasite"                          | 2022 | Mannequin                             |
| "Chimera"                           | 2022 | Transform                             |
| "Love Words IV"                     | 2022 | Transform                             |
| "Zombies"                           | 2022 | Transform                             |
| "Journey"                           | 2022 | Сингл без альбому                     |
| "Poison Apple"                      | 2022 | Transform                             |
| "(Not) A Devil"                     | 2023 | Сингл без альбому                     |
| "Mannequin"                         | 2023 | Сингл без альбому                     |
| "Rabbit Hole"                       | 2023 | Transform                             |
| "Cosmic Rendezvous"                 | 2023 | Transform                             |
| "Blue Planet"'                      | 2023 | Transform                             |
| "Volt Tackle"                       | 2023 | Transform                             |
| "Rookie"                            | 2024 | Transform                             |
| "Aitai-lians"                       | 2024 | Transform                             |
| "Hao"                               | 2024 | Transform                             |
| "Sad Girl Sex"                      | 2024 | Transform                             |
| "Neverland"                         | 2024 | Transform                             |
| "Monitoring"                        | 2024 | Transform                             |

### Інші пісні, що потрапили до чартів
| Назва            | Рік  | Пікові позиції у чартах | Альбом       |
| Назва            | Рік  | JPN Hot                 | Альбом       |
| ---------------- | ---- | ----------------------- | ------------ |
| "Love Words III" | 2018 | 58                      | Android Girl |